# Jordi I de Grècia
Jordi I de Grècia (Γεώργιος A') (Copenhaguen 1845 - Salònica 1913) va ser rei de Grècia des del 1863 fins al 1913, essent el període de màxima estabilitat històrica de la fràgil monarquia grega.
Nascut a Copenhaguen el 1845 era fill del rei Cristià IX de Dinamarca i de la princesa Lluïsa de Hessen-Kassel. Rebé el nom de Guillem el qual canvià pel de Jordi en el moment del seu ascens al tron grec. Era germà del rei Frederic VIII de Dinamarca, de la reina Alexandra de Dinamarca, de la tsarina Dagmar de Dinamarca entre d'altres.

## La guerra greco-turca
La Guerra greco-turca de 1897 va ser un conflicte bèl·lic entre la Grècia del rei Jordi I de Grècia i l'Imperi Otomà del Soldà Abdul Hamid II per la sobirania sobre l'illa de Creta. El 21 gener 1897 va tenir lloc el desembarcament grec a Creta i el 5 d'abril del mateix any, després de veure's obligada a replegar-se de l'illa per la pressió internacional, Grècia va intentar annexionar-se la regió de l'Epir i Macedònia, també sota sobirania otomana. Grècia va emprendre una guerra on tenia una clara inferioritat numèrica de tropes, davant d'un molt més nombrós exèrcit otomà. L'únic avantatge amb què comptava el govern grec era la superioritat de la marina reial als mars de la zona en conflicte. L'estratègia militar otomana es va inclinar per un enfrontament terrestre. El 18 d'abril els turcs van bombardejar Arta, sense arribar a conquistar-la. Els grecs es van replegar cap a Filipos, on es van atrinxerar. El contraatac grec va ser un desastre, en no arribar els reforços esperats. El 15 de maig l'exèrcit grec es va retirar, després de patir grans pèrdues. Als territoris otomans de Tessàlia, 60.000 homes de l'exèrcit imperial otomà a les ordres d'Ethem Paşa, esperaven enfrontar-se als 46.000 homes de l'exèrcit grec, comandats pel príncep hereu Constantí. Cap al 17 de maig l'exèrcit grec es va veure obligat a replegar-se més enllà de Làrissa, i es van reorganitzar als voltants de Farsàlia, a Domokós. La nova derrota grega va suposar un dur cop moral per a Grècia, que fins i tot va veure com els turcs avançaven posicions en territori grec. Sota la pressió de les potències europees, el soldà Abdul Hamid II va declarar l'alto al foc el 20 de maig, fet que va salvar Grècia d'un desastre encara més gran. Després de mesos de negociacions, el 20 de setembre de 1897, es va signar el Tractat de Constantonoble que donava territoris a l'Imperi Otomà al llarg de la frontera Tessàlia, i una forta indemnització de guerra (94,3 milions de francs-or) que l'estat grec, en fallida, només podria pagar amb l'ajut de les Potències Protectores, que van veure augmentada la seva influència sobre el dèbil regne de Grècia.

## Núpcies i descendència
Es casà amb la gran duquessa Olga de Rússia, filla del gran duc Constantí de Rússia i de la princesa Alexandra de Saxònia-Altenburg. Era neta del tsar Nicolau I de Rússia. La parella s'instal·là a Atenes i tingueren set fills: 
- El rei Constantí I de Grècia nascut a Atenes el 1868 i mort a Salònica el 1923. Es casà amb la princesa Sofia de Prússia.
- Jordi de Grècia nascut a Atenes el 1869 i mort a París el 1957. Es casa amb la princesa Maria Bonaparte.
- Alexandra de Grècia nascuda a Corfú el 1870 i morta a Ilynoske el 1891. Es casà amb el gran duc Pau de Rússia.
- Nicolau de Grècia nascut el 1872 a Atenes i mort el 1938 a Atenes. Es casà amb la gran duquessa Helena de Rússia.
- Maria de Grècia nascuda el 1876 a Atenes i morta el 1940 a la mateixa ciutat. Es casà amb el gran duc Jordi de Rússia i en segones núpcies amb el militar grec Pericles Joannides.
- Andreu de Grècia nascut el 1882 a Atenes i mort el 1944 a Cannes. Es casà amb la princesa Alícia de Battenberg.
- Cristòfor de Grècia nascut el 1888 a Atenes i mort el 1942 a Larache al Marroc. Es casà en primeres núpcies amb Nancy Leeds i en segones núpcies amb la princesa Francesca d'Orleans.

Fou elegit rei de Grècia després de la destitució del rei Otó I de Grècia (de la casa dels Wittelshbach de Baviera) i rebent el suport de França, Rússia i el Regne Unit davant l'assemblea nacional grega.
Atorgà a Grècia una constitució democràtica i incorporà els territoris de l'Epir, Creta i les illes Jòniques. Morí assassinat a Salònica l'any 1913. Ha sigut l'únic rei de la família reial grega que no ha conegut l'exili en un moment o altre de la seva vida.

## Missatge al Rei dels Hel·lens
El 1897, després del suport de la monarquia grega a l'alçament dels habitants de l'illa de Creta contra la dominació turca, Jordi I fou el destinatari d'un manifest polític escrit per Enric Prat de la Riba a instàncies d'Antoni Rubió i Lluch i intitulat Missatge al Rei dels Hel·lens, que felicitava els grecs per la gesta a l'hora que establia paral·lelismes entre llur situació i la dels catalans.

## Primera Guerra Balcànica

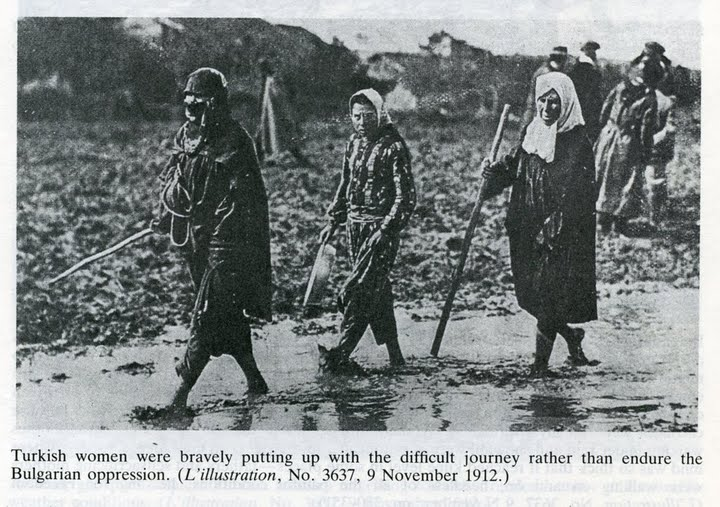
Les dones turques es van enfrontar amb valentia a aquest difícil viatge en comptes de suportar l'opressió búlgara (1912)

El 8 d'octubre de 1912 el Regne de Montenegro inicià les hostilitats contra els otomans, i immediatament els exèrcits búlgar, serbi i grec seguiren els mateixos passos. Els països de la Lliga aconseguiren unes victòries ràpides: els búlgars guanyaren les batalles de Kırk Kilise i Lüleburgaz, prop de les ciutats turques Kırklareli i Lüleburgaz, els serbis la batalla de Kumanovo i els grecs aconseguiren ocupar Tessalònica. Les forces aliades avançaren cap a Constantinoble, però les potències occidentals els avisaren que no permetrien una ocupació de la capital i els turcs aconseguiren crear una línia de defensa al voltant de la ciutat. Després que les tropes gregues havien capturat gran part de la Macedònia grega, Jordi I va ser assassinat a Tessalònica, el 18 de març de 1913, el militant socialista Alexandros Schinas el va matar d'un tret per l'esquena.